# Agrotis longiclava
Agrotis longiclava là một loài bướm đêm trong họ Noctuidae.